# Grupy Bojowe Unii Europejskiej

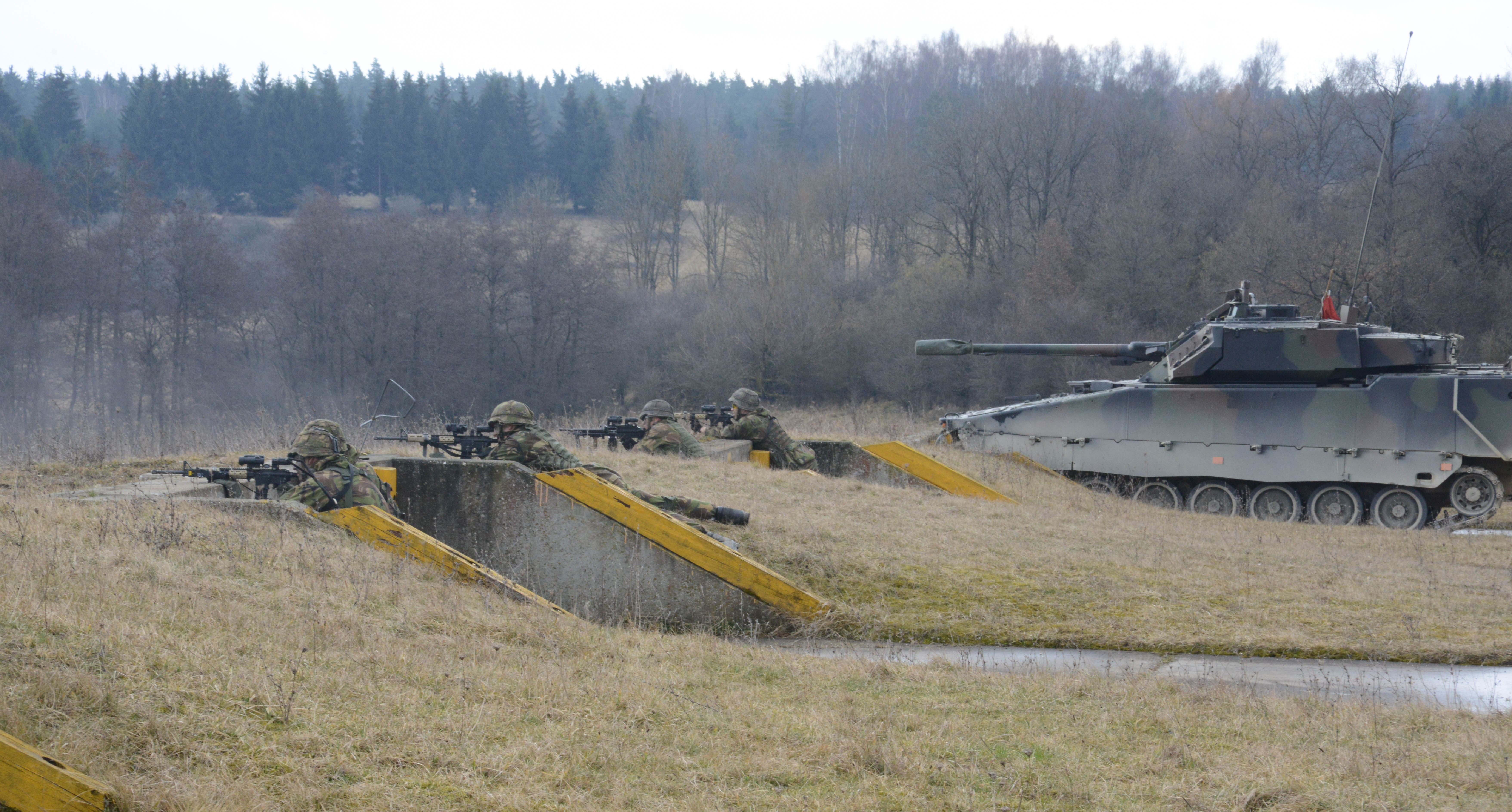
Ćwiczenia na poligonie w Niemczech. Luty 2014.

Grupy Bojowe Unii Europejskiej (ang European Union Battlegroups) – europejskie związki taktyczne, których powstanie zainicjowane zostało 22 października 2004 roku w Brukseli przez ministrów obrony krajów członkowskich Unii Europejskiej.

## Historia
Po raz pierwszy idea powstania sił szybkiego reagowania została zasygnalizowania przez Komisję Europejską w grudniu 1999 roku w Helsinkach. Budowa grup bojowych została zdynamizowana po zamachach z 11 września 2001 r. Przyspieszenie w tworzeniu wspólnej polityki bezpieczeństwa i obrony miało miejsce bezpośrednio po wojnie w Iraku w 2003 roku. Na czerwcowym szczycie w Salonikach zaprezentowano koncepcję Europejskiej Strategii Bezpieczeństwa. ESB została przyjęta na grudniowym szczycie w Brukseli tego samego roku. Postanowienia ESB doprowadziły do powstania tzw. grup bojowych. Wcześniej na francusko-angielskich szczytach w lutym (w Le Taurquet) oraz w październiku 2003 roku (Londyn) zaproponowano utworzenie europejskich związków taktyczno-bojowych. Ta inicjatywa jest bezpośrednim rezultatem doświadczeń operacji Artemis w Demokratycznej Republice Konga w 2003 roku. Koncepcja Grup Bojowych opiera się na wykorzystaniu szybko wchodzącego i szybko wycofywanego potencjału w celu przywracania porządku, zwłaszcza w Afryce, w ramach operacji prowadzonych zwłaszcza, ale nie wyłącznie z mandatu Rady Bezpieczeństwa ONZ. W lutym 2004 roku trzy najludniejsze kraje UE, czyli Niemcy, Wielka Brytania oraz Francja przedstawiły wspólną koncepcję powstania 7-9 grup bojowych. 22 października 2004 roku w Brukseli ministrowie obrony krajów członkowskich zatwierdzili utworzenie 13 grup bojowych.

## Krytyka tych formacji
Grupy Bojowe Unii Europejskiej są uznawane za niezdolne do wykonywania przewidzianych dla nich zadań.

## Zadania
Każda grupa bojowa musi być przygotowana do rozpoczęcia operacji po upływie maksymalnie 15 dni od podjęcia decyzji politycznej. Przez pierwsze pięć dni (maks.) mogą trwać konsultacje polityczne. Kolejne 10 dni na przerzut i rozmieszczenie wojsk. Operacje powinny być wyposażone w mandat Narodów Zjednoczonych w oparciu o VII rozdział Karty Narodów Zjednoczonych. Operacje te mogą być zlecane przez samo ONZ. Po okresie trwania operacji (30-120 dni) rolę UE przejmą błękitne hełmy. Zakres terytorialny interwencji grup bojowych został określony do 6000 km od Brukseli. Początkowo po wnioskach z operacji Artemis Francja, Niemcy i Wielka Brytania zaproponowały aby miejscem działania grup bojowych był kontynent afrykański. Jednak pozostali członkowie UE stwierdzili, że nie należy stosować ograniczeń geograficznych. Każda grupa bojowa powinna liczyć 1500-2000 żołnierzy. Decyzja o jej użyciu i wysłaniu będą podejmowane przez szefów lub przez rządy państw członkowskich.

## Wyposażenie
W skład każdej grupy wejdzie 500 osobowy batalion wyposażony w kołowe transportery opancerzone i lekki sprzęt. Pododdział ten musi być zdolny do szybkiego przerzucenia w rejon konfliktu.

## Koszty
Koszty europejskich sił szybkiego reagowania będą pokrywane przez tworzące je kraje. Za planowanie i wsparcie logistyczne będzie odpowiedzialne państwo wiodące w grupie.

## Rodzaje grup bojowych
Mają istnieć dwa rodzaje grup bojowych: narodowe i wielonarodowe. Narodowe tworzone są przez kraje tworzące tzw. motor Europy tj. Francja, Wielka Brytania, Hiszpania oraz Włochy. Główną przyczyną, że te kraje tworzą własne grupy bojowe jest fakt, iż zaliczane są one do krajów bogatych. W tym gronie zabrakło Niemiec oraz Polski. Berlin postawił na współpracę z mniejszymi krajami UE. Przez to też Niemcy są członkami 4 z 9 wielonarodowych grup bojowych. Rada Ministrów Polski usprawiedliwiała to faktem, iż Siły Zbrojne Rzeczypospolitej Polskiej zaangażowane już są w operacjach w Afganistanie, w Iraku oraz na Bałkanach.

## Kraje biorące udział w tworzeniu grup bojowych
W tworzeniu grup bojowych biorą udział 24 kraje UE: Austria, Belgia, Bułgaria, Cypr, Czechy, Estonia, Finlandia, Francja, Grecja, Hiszpania, Holandia, Litwa, Luksemburg, Łotwa, Niemcy, Polska, Portugalia, Rumunia, Słowacja, Słowenia, Szwecja, Węgry, Wielka Brytania, Włochy, członek EFTA – Norwegia, oraz członek NATO – Turcja.
Malta nie będzie uczestniczyła w tworzeniu grup bojowych gdyż nie posiada sił zbrojnych, natomiast Dania i Irlandia ze względów prawnych (neutralność państw).

## Grupy bojowe
Państwa Unii Europejskiej i jej Grupy Bojowe (Grupy mają charakter czysto narodowy, albo są jednostkami wielonarodowymi dowodzonymi w koncepcji framework nation (największy wkład), tzw. dowodzenie rotacyjne):
- Francja – grupa narodowa od 2005
- Wielka Brytania – grupa narodowa od 2005
- Włochy – grupa narodowa
- Hiszpania – grupa narodowa
- Czechy,  Słowacja – grupa wielonarodowa
- Francja,  Belgia – grupa wielonarodowa od 2007
- Wielka Brytania,  Holandia – grupa wielonarodowa od 2007
- Niemcy,  Francja,  Bułgaria,  Luksemburg, (ew.  Hiszpania) – grupa wielonarodowa
- Niemcy,  Austria,  Czechy – grupa wielonarodowa od 2007
- Polska,  Niemcy,  Słowacja,  Litwa,  Łotwa – grupa wielonarodowa w 2010
- Niemcy,  Holandia,  Finlandia – grupa wielonarodowa od 2007
- Włochy,  Węgry,  Słowenia – grupa wielonarodowa od 2007
- Włochy,  Hiszpania,  Grecja,  Portugalia – morska grupa bojowa od 2007
- Finlandia,  Szwecja,  Norwegia,  Estonia – grupa wielonarodowa od 2007
- Grecja,  Bułgaria,  Cypr,  Rumunia – bałkańska grupa bojowa
- Szwecja,  Finlandia,  Estonia,  Norwegia – nordycka grupa bojowa
- Włochy,  Rumunia,  Turcja – grupa wielonarodowa

Grupy Bojowe przewidziane do zadań szczególnych:
- Francja – mobilna Kwatera
- Cypr – grupa sanitarna
- Grecja – Centrum Koordynacyjne Transportu Morskiego
- Litwa – grupa uzdatniania wody pitnej